# 内地
日本における内地（ないち）とは、憲法が定める通常の法律が行われる区域を指し、旧憲法下においては千島列島、南樺太、北海道、本州、四国、九州、伊豆諸島、小笠原諸島、南西諸島及び前記の付属島嶼がこれに該当した。本土とも呼ばれた。
これらは行政及び法律（共通法第1条）上日本の本土（本国）とされていた地域だった。内地に対義する地域は一般に外地と称されたが、「内地」が共通法に基づく法的用語だったのに対し、「外地」は法律に規定された用語では無かった。

## 共通法による扱い
「内地」という地域概念は、明治維新以降、日本の領土が拡大する過程で生み出された。なお、共通法制定以前にも、蝦夷地を北海道として1869年に編入、琉球処分で琉球王国を沖縄県として1879年に併合している。
1895年、日本は台湾を領土に編入したが、その際に台湾の統治機構として台湾総督府を設置した。その為、日本の領土は施行される法令の形式・内容が台湾とその他日本政府の直轄地域とで異なる事態となった。その後、適用法令の異なる地域が更に増えたことで統一的に法令を運用するための法規範が必要となり、法令の適用範囲・適用関係の確定及び各地域間の連絡統一を目的として、1918年に共通法（大正7年法律第39号）が制定（同年4月17日施行）された。
その際、日本の統治権が及ぶ地域は同法第1条によって下記の通りに分類され、初めて法的に内地の定義が為された。
| - 大正7年法律第39号版 本法ニ於テ地域ト稱スルハ内地、朝鮮、臺灣又ハ關東州ヲ謂フ 前項ノ内地ニハ樺太ヲ包含ス - 大正12年法律第25号版 本法ニ於テ地域ト稱スルハ内地、朝鮮、臺灣、關東州又ハ南洋群島ヲ謂フ 前項ノ内地ニハ樺太ヲ包含ス |

なお、共通法は2025年現在に至るまで廃止の措置を採られていないが、日本国との平和条約（1952年4月28日発効）で日本は外地における全ての権利、権原及び請求権を放棄したため、国際法上はもとより、国内法解釈の上でも外国条約尊重義務の観点から（日本国憲法98条2項）事実上失効の扱いを受けているとするのが通説である。

## 内地の範囲

### 共通法による範囲
共通法上の内地に該当する範囲は、法律が施行された1918年4月17日時点で下記の通りである。この範囲は、日本国との平和条約発効によって日本から外地が正式に消失した1952年（昭和27年）4月28日までは、法律上は一度も変更されることが無かった。
- 樺太（南樺太） 　ただし、1943年まで「準内地」扱い
- 千島列島
- 日本列島
  - 北海道
  - 色丹島
  - 歯舞群島
  - 本州
  - 竹島
  - 四国
  - 九州
  - 対馬
- 伊豆諸島
- 小笠原諸島
- 南西諸島
  - 大隅諸島
  - トカラ列島
  - 奄美群島
  - 沖縄諸島
  - 先島諸島
  - 大東諸島
- 上記の付属島嶼

### GHQによる範囲
1945年に日本が連合国に降伏すると、GHQはポツダム宣言に基づいて1946年にSCAPIN（SCAPIN-677）を発令し、日本政府の行政権が及ぶ範囲を制限した。その際、共通法上の内地は基本的に「日本の範囲に含まれる地域」か「日本の範囲から除かれる地域」のいずれかに分類されたが、下記の点が共通法と異なっていた。
- 朝鮮・台湾・関東州（満州）及び南洋群島と同じ分類をされた内地
  - 樺太（南樺太）
- 内地と同じ分類をされた朝鮮・台湾・関東州（満州）及び南洋群島
  - 鬱陵島（共通法上は朝鮮に包含）
  - 済州島（共通法上は朝鮮に包含）

## 共通法による内地の特徴
共通法上の内地には以下の特徴が見られる。
- 行政権…大日本帝国政府の直轄
- 適用される法律…帝国議会（国会）の協賛（議決）によって成立した国内法
- 行政区分…都庁府県（現：都道府県）・市町村
- 警察組織…府県警察部（都道府県警察の前身）
- 流通通貨…日本銀行発行の日本円のみ
- 国営鉄道…鉄道省（国鉄やJRの前身）
- 郵便電話…逓信省（それぞれ郵便：郵政公社や日本郵政の、電話：電電公社やNTTの前身）
- 公共放送…社団法人日本放送協会（日本放送協会（NHK）の前身）

## 内地の戦後
共通法に規定する内地とされていた地域は、日本国との平和条約により放棄した外地を除き、戦後も基本的に日本の国土を構成し続けている。しかし、放棄した外地以外の内地の領域についても、平和条約に基づき、または日本が降伏した影響から、実効支配を喪失していた、またはしている地域がある。

### 占領 - 降伏 - SCAPINまで
日本本土の戦いからポツダム宣言受諾を経て降伏文書調印（1945年（昭和20年）9月2日）より以前に、連合国軍に軍事占領された内地は以下の領域である。降伏文書調印により内地全体が占領下に入った。
- 硫黄島・沖縄県全域・樺太・千島列島・色丹島及び歯舞群島

占領統治を担うGHQが1946年から幾つかのSCAPINを発令したことで、日本の行政権が及ぶ内地は下記の範囲に制限された。
- SCAPIN677（1946年（昭和21年）1月29日）以降
  - 四つの主要島嶼（北海道、本州、四国、九州）
  - 対馬と大隅諸島（口之島を除いた北緯30度線以北の南西諸島）を含む、主要島嶼に隣接した約1千の小島嶼
- 日本国との平和条約発効前に行政権を回復した地域
  - 伊豆諸島（1946年（昭和21年）3月22日回復）
  - トカラ列島（1952年（昭和27年）2月4日回復、詳細は十島村#歴史参照。）

### SCAPIN - 平和条約まで
SCAPIN677以降、内地のうち日本が行政権を喪失した地域は、日本国との平和条約の発効（1952年（昭和27年）4月28日）以降に下記のような変遷を辿った。
- 平和条約第二条で日本が主権を放棄
  - 樺太（南樺太）
  - 千島列島
- 平和条約第三条でアメリカ合衆国へ施政権が移管されたが、後に本土復帰を果たした地域
  - 小笠原諸島（1968年（昭和43年）6月26日復帰）
  - 北緯29度線以南の南西諸島
    - 奄美群島（1953年（昭和28年）12月25日復帰）
    - 沖縄諸島、先島諸島、大東諸島（1972年（昭和47年）5月15日復帰）
- 平和条約で放棄する領土として明記されなかった地域
  - 竹島

### 領土問題
これら地域のうち、千島列島ではその範囲に北方地域を含むか否かで北方領土問題が発生している。
また、竹島は平和条約上日本政府が主権を放棄する領土に最終的に含まれていない（とするのが米国および日本国の立場である）が、平和条約発効直前の1952年4月20日に、朝鮮戦争中（休戦前）の韓国が軍事占領し、そのまま領土として占有し続けている（詳細は竹島問題参照）。竹島は連合国軍以外の勢力が武力で日本の主権を侵害した唯一の島である。
また、占領から平和条約締結までの流れとは無関係に、先島諸島のうち尖閣諸島について中華人民共和国と台湾が領土権を主張している。なおこの実効支配については、沖縄戦以降本土復帰までは米国が、復帰以降は日本が維持している（とするのが米国および日本国の立場である）。

## 法律以外の用法
日本国との平和条約発効（1952年4月28日）によって外地を喪失したため、日本は全ての国土が共通法上の内地となり、法的な意味での「内地」・「外地」区分は無意味なものとなった。だが、「内地」という用語は共通法とは異なる意味合いで戦後も使われ続けた。

### 引き揚げ
ポツダム宣言により、日本の主権は本州、北海道、九州、四国ならびに連合国の決定する諸小島に限定され、それ以外の地域に居る在留邦人は引き揚げされることになった。その際に、日本の主権が及ばなくなった樺太、千島列島、朝鮮、琉球（北緯29度以南の南西諸島）、台湾等の地域との対比で、引き続き日本の主権が及ぶ地域を指して「内地」または「本土」と称した。

### 北海道・沖縄・奄美など
北海道、沖縄県、奄美群島、伊豆諸島、小笠原諸島などの一部地方で若干の意識の差異が認められるも、「内地」という言葉が民間でかつて使用され、あるいは現在でも通常一般に使用されている。これらの用法は、使用される地域が法的な意味の「外地」であったことが無く、本土復帰まで連合国に占領されていた一時期を除いて、戦前より行政的にもその他「内地」と同様に扱われていたため、公には用いられない俗語的用法である。

#### 北海道
北海道は中世以降、和人の入植が本格化し、江戸時代には、和人豪族の棟梁に起源をもつ松前藩が、渡島半島の和人地を拠点に、アイヌの居住地である蝦夷地（和人地以外の北海道・千島列島及び樺太）に交易による間接統治を行っていた。江戸時代後期に蝦夷地全体が江戸幕府の直接支配下に置かれ（1798年）、明治維新以後、1869年には太政官布告により北海道11国86郡を設置、日本に編入され、入植者が本格的に北海道を開拓した。
編入間もない時期には本州以南が「内地」と呼ばれていたが、北海道開拓使は明治6年（1873年）6月に公文書上で「内地」という用語の使用を禁じ、「府県」の使用を通達し、中央政府の影響力が強い札幌とその周辺では「本州」という言い方が普及した。この場合の「本州」については、北海道に隣接する本州島にだけ意識が働き、四国、九州や当時の琉球は意識外であったと考えられる。一方、札幌周辺以外の地域ではその後も広く「内地」が広く使われ続けた歴史がある。

#### 沖縄・奄美
沖縄は14世紀の三山時代を経て琉球王国が成立、奄美は15世紀以降徐々に琉球王国の支配下に入った。1609年の薩摩藩による琉球侵攻により、琉球王国は薩摩藩の間接統治下となり、日本（大和）の幕藩体制下に入った。奄美は薩摩藩の直轄統治となったが、名目上は琉球の領域とされた。明治維新後の琉球処分（1879年）により琉球王国は日本へ併合され沖縄県が設置、奄美は鹿児島県に編入された。戦後、鹿児島県のトカラ列島（下七島）、奄美群島と沖縄県はアメリカの統治地域となり日本から施政権が一時的に分離された。平和条約発効と前後してトカラ列島（1952年）、奄美諸島（1953年）が本土復帰、沖縄県も1972年に日本へ復帰し今に至っている。
沖縄県では、「内地」の用法は青年層により顕著であり、沖縄方言等の「やまとぅ」と呼ぶ概念にほぼ相当する。より直接的にナイチャーという表現もある（ウチナーヤマトグチの項を参照）。しかし、報道や官公庁などでは「県外」という表現（例：県外移転など）が用いられている。
同様に奄美群島でも住民は九州島以北を「本土」や「内地」と表現することが多く、また奄美における「鹿児島」は鹿児島県の九州島部分或いは鹿児島市を暗に指す。ただし、奄美群島は九州地方及び鹿児島県に属することから、この場合の「本土」については、離島と本土との対比における「本土」と考えられる。なお、奄美や小笠原の返還は、公的にも「本土復帰」である。

### その他
国内留学を「内地留学」と呼ぶ例がある。